# Манучар III Джакелі
Манучар III Джакелі (груз. მანუჩარ III ჯაყელი; 1591 — 1625) — останній атабег Самцхе (Месхетії) у 1614—1625 роках.

## Життєпис
Син атабега Манучара II та Олени з Картлійських Багратіоні. Народився 1591 року в Казвіні. Ще 1587 року батько втратив владу над Самцхе, де османський уряд створив свій еялет. Разом з батьком і матір'ю мешкав спочатку в Казвіні, а потім Ісфагані. Спроби домогтися від шаха Аббаса I військової допомоги у поверненні князівства Самцхе не мали успіху. Втім 1607 року останній визнав Манучара спадкоємцем Самцхе.
1608 року разом з матір'ю перебрався до свого родича — Луарсаба II, царя Картлі. Після смерті батька 1614 року офіційно висунув свої права на Самцхе. Водночас через картлійського царя почав перемовини щодо повернення батьківських посад і титулів, що йому вдалося. 1615 року Луарсаба II було схоплено й заслано персами. Наступні царі Картлі мали проперську орієнтацію, що спричинило конфлікти з Картлі. Водночас постійно протистояв пашам Ерзурума.
1625 року підтримав повстання Георгія Саакадзе проти царя Симона II. Брав участь у битві біля Марабди, де картлійське військо зазнало поразки. Після цього затверджений атабегом Самцхе, але невдовзі отруєний своїм стрийком Сафаром, що став пашею Чилдира, а князівство Самцхе  остаточно ліквідовано.